# Matt Berninger
Matthew Donald Berninger (/ˌbɜːrnɪŋɜːr/, sinh ngày 13 tháng 2 năm 1971) là một ca sĩ người Mỹ được biết đến với vai trò trưởng nhóm và nhạc sĩ viết lời nhạc của ban nhạc indie rock The National, đồng thời là thành viên duy nhất không có quan hệ gia đình với bất kỳ thành viên nào khác của ban nhạc. Năm 2014, anh thành lập dự án EL VY với Brent Knopf của Ramona Falls và Menomena. Họ phát hành album Return to the Moon vào tháng 11 năm 2015. Tháng 5 năm 2020, Berninger phát hành ca khúc chủ đề trong album đơn ca đầu tay của mình, Serpentine Prison, phát hành vào tháng 10 năm 2020. Berninger được biết đến với giọng nam trung cổ điển.

## Đời tư
Berninger tốt nghiệp năm 1989 tại Trường Trung học St. Xavier ở Cincinnati, Ohio. Anh tiếp tục theo học thiết kế đồ họa tại Đại học Cincinnati, nơi anh gặp thành viên ban nhạc Scott Devendorf vào năm 1991. Hai người nhanh chóng trở thành bạn bè. Berninger từ bỏ sự nghiệp quảng cáo ở tuổi 30 để thành lập ban nhạc The National. Anh chia sẻ với The Telegraph: "Tôi đang làm rất tốt [trong lĩnh vực quảng cáo]. Tuy nhiên, khi tôi đã nghĩ rằng mình có lẽ sẽ không bao giờ phải đến ngồi họp với MasterCard để thảo luận về quảng cáo trên web nữa, tôi không thể ngừng thôi nghĩ về nó."
Berninger kết hôn với Carin Besser, biên tập viên tiểu thuyết một thời của The New Yorker, người thường đóng góp vào việc sáng tác cho ban nhạc (trong các bài hát như "Brainy" và "Ada" trong album Boxer, cùng nhiều bài hát khác) và tham gia hát bè. Cùng với Hope Hall và Andreas Burgess, Besser cũng giúp đạo diễn video âm nhạc cho "Bloodbuzz Ohio". Cả hai có một cô con gái tên Isla. Berninger cho biết bài hát "Afraid of Everyone" lấy cảm hứng từ việc anh lo lắng cho cương vị làm cha. Khi còn nhỏ, Berninger đã biết tới Neil Armstrong, một người bạn của gia đình chú anh ấy. Armstrong dạy anh chơi bi-a. Berninger có hai anh chị em: Tom (đạo diễn phim điện ảnh Mistaken for Strangers về ban nhạc The National) và Rachel.

## Danh sách đĩa nhạc

### Album
| Tựa đề            | Chi tiết                                               | Thứ hạng cao nhất | Thứ hạng cao nhất | Thứ hạng cao nhất | Thứ hạng cao nhất | Thứ hạng cao nhất | Thứ hạng cao nhất | Thứ hạng cao nhất | Thứ hạng cao nhất | Thứ hạng cao nhất | Thứ hạng cao nhất |
| Tựa đề            | Chi tiết                                               | Hoa Kỳ            | Úc                | Áo                | Bỉ (FL)           | Pháp              | Đức               | Ireland           | Hà Lan            | Thụy Sĩ           | Anh Quốc          |
| ----------------- | ------------------------------------------------------ | ----------------- | ----------------- | ----------------- | ----------------- | ----------------- | ----------------- | ----------------- | ----------------- | ----------------- | ----------------- |
| Serpentine Prison | - Phát hành: 16 tháng 10 năm 2020 - Hãng: Book Records | 161               | 32                | 20                | 1                 | 82                | 19                | 11                | 18                | 25                | 21                |

### Đĩa đơn

#### Đĩa đơn hát chính
| "Walking on a String" (hợp tác với Phoebe Bridgers)                                            | 2019 | —  | 24 | —  | Không thuộc album nào |
| "Serpentine Prison"                                                                            | 2020 | —  | —  | 10 | Serpentine Prison     |
| "Distant Axis"                                                                                 | 2020 | —  | —  | 41 | Serpentine Prison     |
| "One More Second"                                                                              | 2020 | 21 | —  | 6  | Serpentine Prison     |
| "Pray It Away" (với Hannah Georgas)                                                            | 2020 | —  | —  | —  | All That Emotion      |
| "Let It Be"                                                                                    | 2021 | —  | —  | —  | Serpentine Prison     |
| "—" biểu thị đĩa đơn không được phát hành hoặc không có mặt trên bảng xếp hạng tại quốc gia đó |      |    |    |    |                       |

#### Đĩa đơn hợp tác
| "Representing Memphis" (Booker T. Jones hợp tác với Sharon Jones & Matt Berninger)             | 2011 | —  | —  | —  | —  | The Road from Memphis          |
| "Coming Down" (Clap Your Hands Say Yeah hợp tác với Matt Berninger)                            | 2014 | —  | —  | —  | —  | Only Run                       |
| "My Enemy" (Chvrches hợp tác với Matt Berninger)                                               | 2019 | 17 | 28 | —  | 96 | Love Is Dead                   |
| "7 O'Clock News/Silent Night" (Phoebe Bridgers hợp tác với Fiona Apple & Matt Berninger)       | 2019 | —  | —  | —  | —  | If We Make It Through December |
| "We All Have" (Julia Stone hợp tác với Matt Berninger)                                         | 2021 | —  | —  | 37 | —  | Sixty Summers                  |
| "South For The Winter" (Adia Victoria hợp tác với Matt Berninger)                              | 2021 | —  | —  | —  | —  | A Southern Gothic              |
| "—" biểu thị đĩa đơn không được phát hành hoặc không có mặt trên bảng xếp hạng tại quốc gia đó |      |    |    |    |    |                                |

### Xuất hiện khác
| Tựa đề                                      | Năm  | Album                                                           |
| ------------------------------------------- | ---- | --------------------------------------------------------------- |
| "I'll See You in My Dreams"                 | 2013 | Boardwalk Empire: Volume 2                                      |
| "Hush (Theme From Turn)" (với Joy Williams) | 2014 | AMC's Turn: Original Soundtrack                                 |
| "A Lyke Wake Dirge" (với Andrew Bird)       | 2014 | AMC's Turn: Original Soundtrack                                 |
| "I'm Waiting for the Man"                   | 2021 | I'll Be Your Mirror: A Tribute to The Velvet Underground & Nico |

## Nhạc kịch
- Cyrano (2018), with Carin Besser, Aaron Dessner, Bryce Dessner và Erika Schmidt.[41]